# Pinus monticola
Pinus monticola е вид растение от семейство Борови (Pinaceae). Видът е почти застрашен от изчезване.

## Разпространение
Разпространен е в Канада и САЩ.